# Великокріпинська
Великокріпинська (рос. Большекрепинская) — слобода в Родіоново-Несвітайськом районі Ростовської області. Адміністративний центр Великокріпинського сільського поселення. Слобода положена над річкою Кріпка при її впливі у річку Тузлову.
Населення - 1995 осіб (2010 рік).

## Географія

### Вулиці
| - вул. Бєлінського, - вул. Берегова, - вул. Будьонного, - вул. Гагаріна, - вул. Гвардійська, - вул. Гоголя, - вул. Зарічна, - вул. Інкубаторна, - вул. Кірова, - вул. Комарова, - вул. Красноармійська, - вул. Курчатова, | - вул. Леніна, - вул. Лермонтова, - вул. Лугова, - вул. Молодіжна, - вул. Некрасова, - вул. Новоселовская, - вул. Жовтнева, - вул. Піонерська, - вул. Підгірна, - вул. Пушкіна, - вул. Світанок, - вул. Річкова, | - вул. Радянська, - вул. Стаханівська, - вул. Суворова, - вул. Фрунзе, - вул. Чехова, - вул. Шкільна, - пер. Ковальський, - пер. Рибний, - пер. Середній, - пер. Чапаєвської. |

## Історія
Слобода Великокріпинська була заснована в 1777 році отаманом Платовим на запорозькому зимівнику українським селянами.
В слободі народився і виріс старший брат Антона Павловича Чехова Олександр. За німецько-радянської війни слобода була двічі спалена.
В даний час там проживають близько двох тисяч осіб.